# 广庆寺
广庆寺，蒙古语俗称巴嘎·黑帝，汉语俗称小庙子，位于中国吉林省松原市前郭尔罗斯蒙古族自治县东三家子乡小庙子屯，是一座藏传佛教格鲁派寺院。

## 简介
该寺名的蒙古语官名记音是“阿归仁和·乌勒吉图·苏莫”，汉语意译为“广庆寺”。该庙始建于清朝乾隆二十五年（1760年），位于如今的东三家子乡小庙子屯。
该寺的蒙古语俗名为“巴嘎·黑帝”。这是蒙古人“比较称呼”的习惯。新建的广庆寺比崇化禧宁寺（阿拉街庙）规模小很多，故有人就将广庆寺简称为“巴嘎·黑帝”（“巴嘎”汉译为“小”，“黑帝”汉译为“庙”。蒙古语中，“黑德”是寺，“苏木”是庙，但有时也混用），汉语俗名“小庙子”即是“巴嘎·黑帝” 的意译。